# Torre dels Marquesos de Julià
La Torre dels Marquesos de Julià és un edifici situat entre els carrers de Balmes i de Sant Guillem, al barri del Farró de Barcelona, catalogat com a bé amb elements d'interès (categoria C) i inclòs a l'Inventari del Patrimoni Arquitectònic de Catalunya. Actualment allotja l'Escola Poeta Foix.

## Història
Va ser fet construir el 1895 per l'enginyer industrial Camil Julià i Vilasendra (1844-1910) i la seva esposa Josefina Vilar i Juera, filla de la guixolenca Domínica Juera i Patxot i del calongí Josep Vilar i Puig, indians enriquits a Cuba. El 1900, el papa Lleó XIII va atorgar a Julià el títol pontifici de marquès de Julià.
El 1929, després de la mort de Josefina Vilar, l'hereu Camil Julià i Vilar (1879-1936), segon marquès de Julià, va llogar la finca a un grup d'intel·lectuals progressistes que hi posaren en marxa una escola de pàrvuls anomenada Pedagogium. Seguia els mètodes Montessori i Decroly i es preocupava per incorporar a les aules les metodologies didàctiques que potenciaven l’ensenyament actiu. El 1941, amb l'arribada de la dictadura franquista, es va transformar en escola pública municipal de nenes i pàrvuls República Argentina, com a escola pública municipal.
El 1976, els propietaris van intentar enderrocar la casa per a construir-hi habitatges, però la forta oposició veïnal i de diferents grups polítics va aconseguir impedir-ho, i la finca fou expropiada per l'Ajuntament de Barcelona. Aquest encarregà a l'arquitecte Carles Fochs el projecte d'ampliació i reforma, que hi va construir a cada costat les noves escoles, reformant-ne l'interior. Durant sis anys, l'escola va restar tancada i les classes s'impartiren en un local del carrer d'Iradier. Fou reoberta l'any 1987, i el 1990 es va fusionar, de forma progressiva, amb l'escola Uruguai, situada al carrer de Vallirana, 2 i es va anomenar República Argentina-Uruguai. A partir del 13 d'abril de 1999 es va anomenar Escola Poeta Foix, en honor al poeta, periodista, assagista i pastisser Josep Vicenç Foix, nascut i veí de Sarrià.

## Descripció
Edifici de tipus casteller, de planta rectangular, amb soterrani, planta baixa, dos pisos i terrat amb balustrada. Destaquen la balconada de ferro forjat del primer pis, amb quatre portals amb arcades, els vuit finestrals de mig punt del segon pis, les dues torratxes laterals amb obertures geminades, rematades amb pinacles, i la gran torre mirador, a la què s'hi accedeix per una escala de cargol.
L'interior ha estat molt modificat per tal d'adaptar-lo a les funcions d'escola, si bé conserva l'enteixinat de l'entrada del carrer de Sant Guillem i algun treball de forja, com les baranes de les escales i alguna reixa.